# Philoliche castaneiventer
Philoliche castaneiventer är en tvåvingeart som beskrevs av Travassos Dias 1966. Philoliche castaneiventer ingår i släktet Philoliche och familjen bromsar.
Artens utbredningsområde är Moçambique. Inga underarter finns listade i Catalogue of Life.